# Segundo Navarrete
Segundo Mesías Navarrete Navarrete (* 21. Mai 1985 in San Gabriel, Provinz Carchi) ist ein ecuadorianischer Radrennfahrer.

## Sportliche Laufbahn
Segundo Navarrete ist Sohn ecuadorianischer Bauern und ging mit seinem Bruder nach Quito, wo er als Busschaffner des Kleinbusses arbeitete, den sein Bruder, ein ehemaliger Amateurradfahrer, fuhr. Er erhielt über eine Stiftung die Möglichkeit, als Radfahrer zu trainieren. Im Alter von 15 Jahren bestritt er seine ersten Rennen auf nationaler Ebene. Seine ersten Erfolge erreichte er bei nationalen Jugendmeisterschaften. 2003 gewann er gemeinsam mit Byron Guamá die panamerikanischen Jugendmeisterschaften in der Disziplin Madison.
Neben Straßenrennen ist er auch im Bahnsport aktiv. Unter anderem vertrat er gemeinsam mit Jorge Gallegos, Byron Guama und David Tapia sein Land bei den Südamerikaspielen 2006 in Argentinien in der Mannschaftsverfolgung. Gemeinsam mit Guama und Gallegos bildete er auch die Mannschaft Ecuadors bei den Panamerikanischen Spielen 2007 in Brasilien, wo er in Madison, Mannschaftsverfolgung und im Straßenrennen antrat.
Im Jahr 2006 gewann Navarrete zwei Teilstücke der Vuelta a Ecuador. Im folgenden Jahr gehörte diese Rundfahrt seines Heimatlands zur UCI Americas Tour 2007, so dass sein weiterer Etappensieg in diesem Jahr seinen ersten internationalen Eliteerfolg darstellte. Bei der Austragung des Jahres 2009 wurde er Gesamtzweiter der Ecuador-Rundfahrt. Auf internationaler Ebene gewann er außerdem 2010 und 2011 insgesamt drei Etappen der Vuelta a Bolivia, 2012 eine Etappe der Vuelta a la Independencia Nacional und 2013 eine Etappe der Vuelta a Guatemala sowie 2013 die Bronzemedaille im Straßenrennen der Panamerikanischen Meisterschaften. Auf nationaler Ebene wurde er 2007, 2009, 2010 und 2016 Zeitfahrmeister und 2014 Vizemeister im Straßenrennen.

## Erfolge
2003
- Panamerikanische Jugendmeisterschaften – Madison

2007
- eine Etappe Vuelta al Ecuador
- Ecuadorianischer Meister – Einzelzeitfahren

2009
- Ecuadorianischer Meister – Einzelzeitfahren

2010
- Ecuadorianischer Meister – Einzelzeitfahren
- eine Etappe Vuelta a Bolivia

2011
- eine Etappe Vuelta a Bolivia

2012
- eine Etappe Vuelta a la Independencia Nacional

2013
- eine Etappe Vuelta a Guatemala
- Panamerikameisterschaft – Straßenrennen

2016
- Ecuadorianischer Meister – Einzelzeitfahren